# I Love You (Natale Galletta)
I love you è un album live dell'artista neomelodico Natale Galletta, pubblicato il 14 febbraio 2011.

## Tracce
1. La storia infinita
2. Mai mai mai
3. Vutria 'ncuntrarme cu tte
4. Io ti amo amo amo
5. Addo 'o tiempo fernesce
6. Bella e cattiva
7. Bancomat ogni matina
8. Si stò cu tte
9. Me dà fastidio
10. Mai
11. Ti dò la mia parola
12. Io te penzo
13. Tutto farei per te
14. Parlo 'e te
15. Tu 'o chiamme ammore
16. Fatte accarezzà
17. Vivi
18. Mi son fatto l'amante
19. Scinne
20. Buonanotte amore mio
21. Tu malatia
22. Sei la mia vita
23. Fore addò stà 'e casa mammà
24. Si importante
25. Quel vestito rosso